# Anua purpuritincta
Anua purpuritincta är en fjärilsart som beskrevs av Embrik Strand 1913. Anua purpuritincta ingår i släktet Anua och familjen nattflyn. Inga underarter finns listade i Catalogue of Life.